# N,N-二甲基苯胺
N,N-二甲基苯胺（N,N-dimethylaniline），有时简称二甲基苯胺，由苯胺的两个氨基氢被两个甲基取代后形成。它是油状液体，分子式为C8H11N，用作溶剂，也用于特屈儿炸药的合成。